# Seifeddine Jaziri
Seifeddine Jaziri (in arabo سيف الدين الجزيري‎?; Tunisi, 11 febbraio 1993) è un calciatore tunisino, attaccante dello Zamalek e della nazionale tunisina.

## Carriera

### Club
Il 7 settembre 2017 si trasferisce in Egitto, firmando un triennale con il Tanta. Mette a segno 7 reti in campionato, che non bastano alla squadra per salvarsi. L'11 gennaio 2019 viene acquistato dall'Al-Mokawloon. Il 31 gennaio 2021 passa in prestito con diritto di riscatto allo Zamalek. Nonostante un rendimento al di sotto delle aspettative, il 1º luglio 2021 viene riscattato dallo Zamalek, firmando un accordo valido fino al 2024.

### Nazionale
Esordisce in nazionale il 18 gennaio 2016 contro Guinea, incontro della fase a giorni del Campionato delle nazioni africane, subentrando al 75' al posto di Saad Bguir.

## Statistiche

### Presenze e reti nei club
Statistiche aggiornate all'8 dicembre 2024.
| Stagione             | Squadra              | Campionato           | Campionato | Campionato | Coppe nazionali | Coppe nazionali | Coppe nazionali | Coppe continentali | Coppe continentali | Coppe continentali | Altre coppe | Altre coppe | Altre coppe | Totale | Totale |
| Stagione             | Squadra              | Comp                 | Pres       | Reti       | Comp            | Pres            | Reti            | Comp               | Pres               | Reti               | Comp        | Pres        | Reti        | Pres   | Reti   |
| -------------------- | -------------------- | -------------------- | ---------- | ---------- | --------------- | --------------- | --------------- | ------------------ | ------------------ | ------------------ | ----------- | ----------- | ----------- | ------ | ------ |
| 2011-2012            | Club Africain        | L1                   | 14         | 1          | CT              | 0               | 0               | -                  | -                  | -                  | -           | -           | -           | 14     | 1      |
| 2012-2013            | Club Africain        | L1                   | 7+4        | 0          | CT              | 0               | 0               | -                  | -                  | -                  | -           | -           | -           | 11     | 0      |
| 2013-2014            | Hammam Lif           | L1                   | 20         | 1          | CT              | 1               | 0               | -                  | -                  | -                  | -           | -           | -           | 21     | 1      |
| 2014-2015            | Club Africain        | L1                   | 8          | 0          | CT              | 1               | 0               | -                  | -                  | -                  | -           | -           | -           | 9      | 0      |
| 2015-2016            | Club Africain        | L1                   | 20         | 5          | CT              | 2               | 0               | CCL                | 2                  | 0                  | -           | -           | -           | 24     | 5      |
| 2016-gen. 2017       | Club Africain        | L1                   | 3          | 0          | CT              | 1               | 0               | -                  | -                  | -                  | -           | -           | -           | 4      | 0      |
| Totale Club Africain | Totale Club Africain | Totale Club Africain | 52+4       | 6          |                 | 4               | 0               |                    | 2                  | 0                  |             | -           | -           | 62     | 6      |
| gen.-giu. 2017       | Ben Guerdane         | L1                   | 2+8        | 0          | CT              | 2               | 0               | -                  | -                  | -                  | -           | -           | -           | 12     | 0      |
| 2017-2018            | Tanta                | PL                   | 28         | 7          | CE              | 1               | 0               | -                  | -                  | -                  | -           | -           | -           | 29     | 7      |
| 2018-gen. 2019       | Stade Gabèsien       | L1                   | 9          | 2          | CT              | 0               | 0               | -                  | -                  | -                  | -           | -           | -           | 9      | 2      |
| gen.-giu. 2019       | Al-Mokawloon         | PL                   | 14         | 3          | CE              | 0               | 0               | -                  | -                  | -                  | -           | -           | -           | 14     | 3      |
| 2019-2020            | Al-Mokawloon         | PL                   | 30         | 11         | CE              | 2               | 0               | -                  | -                  | -                  | -           | -           | -           | 32     | 11     |
| 2020-gen. 2021       | Al-Mokawloon         | PL                   | 8          | 3          | CE              | 0               | 0               | CC                 | 3                  | 3                  | -           | -           | -           | 11     | 6      |
| Totale Al-Mokawloon  | Totale Al-Mokawloon  | Totale Al-Mokawloon  | 52         | 17         |                 | 2               | 0               |                    | 3                  | 3                  |             | -           | -           | 57     | 20     |
| gen.-giu. 2021       | Zamalek              | PL                   | 19         | 4          | CE              | 4               | 0               | CCL                | 0                  | 0                  | -           | -           | -           | 23     | 4      |
| 2021-2022            | Zamalek              | PL                   | 26         | 9          | CE              | 2               | 0               | CCL                | 8                  | 1                  | SE          | 1           | 0           | 37     | 10     |
| 2022-2023            | Zamalek              | PL                   | 27         | 7          | CE              | 4               | 4               | CCL                | 8                  | 1                  | -           | -           | -           | 39     | 12     |
| 2023-2024            | Zamalek              | PL                   | 17         | 7          | CE              | 0               | 0               | ACC+CC             | 3+12               | 0+2                | -           | -           | -           | 32     | 9      |
| 2024-2025            | Zamalek              | PL                   | 2          | 0          | CE              | 0               | 0               | CC                 | 4                  | 1                  | SE+SA       | 2+1         | 1+0         | 9      | 2      |
| Totale Zamalek       | Totale Zamalek       | Totale Zamalek       | 91         | 27         |                 | 10              | 4               |                    | 35                 | 5                  |             | 4           | 1           | 140    | 37     |
| Totale carriera      | Totale carriera      | Totale carriera      | 266        | 60         |                 | 20              | 4               |                    | 40                 | 8                  |             | 4           | 1           | 330    | 73     |

### Cronologia presenze e reti in nazionale
| Cronologia completa delle presenze e delle reti in nazionale ― Tunisia | Cronologia completa delle presenze e delle reti in nazionale ― Tunisia | Cronologia completa delle presenze e delle reti in nazionale ― Tunisia | Cronologia completa delle presenze e delle reti in nazionale ― Tunisia | Cronologia completa delle presenze e delle reti in nazionale ― Tunisia | Cronologia completa delle presenze e delle reti in nazionale ― Tunisia | Cronologia completa delle presenze e delle reti in nazionale ― Tunisia | Cronologia completa delle presenze e delle reti in nazionale ― Tunisia |
| Data                                                                   | Città                                                                  | In casa                                                                | Risultato                                                              | Ospiti                                                                 | Competizione                                                           | Reti                                                                   | Note                                                                   |
| ---------------------------------------------------------------------- | ---------------------------------------------------------------------- | ---------------------------------------------------------------------- | ---------------------------------------------------------------------- | ---------------------------------------------------------------------- | ---------------------------------------------------------------------- | ---------------------------------------------------------------------- | ---------------------------------------------------------------------- |
| 18-1-2016                                                              | Kigali                                                                 | Tunisia                                                                | 2 – 2                                                                  | Guinea                                                                 | Campionato delle nazioni africane 2016 - 1º turno                      | -                                                                      | 76’                                                                    |
| 9-10-2020                                                              | Tunisi                                                                 | Tunisia                                                                | 3 – 0                                                                  | Sudan                                                                  | Amichevole                                                             | -                                                                      | 64’                                                                    |
| 13-10-2020                                                             | Abuja                                                                  | Nigeria                                                                | 1 – 1                                                                  | Tunisia                                                                | Amichevole                                                             | -                                                                      | 90’                                                                    |
| 25-3-2021                                                              | Bengasi                                                                | Libia                                                                  | 2 – 5                                                                  | Tunisia                                                                | Qual. Coppa d'Africa 2021                                              | 2                                                                      | 46’                                                                    |
| 28-3-2021                                                              | Radès                                                                  | Tunisia                                                                | 2 – 1                                                                  | Guinea Equatoriale                                                     | Qual. Mondiali 2022                                                    | 1                                                                      | 54’ 71’                                                                |
| 11-6-2021                                                              | Radès                                                                  | Tunisia                                                                | 0 – 2                                                                  | Algeria                                                                | Amichevole                                                             | -                                                                      | 74’                                                                    |
| 15-6-2021                                                              | Radès                                                                  | Tunisia                                                                | 1 – 0                                                                  | Mali                                                                   | Amichevole                                                             | -                                                                      | 61’                                                                    |
| 3-9-2021                                                               | Radès                                                                  | Tunisia                                                                | 3 – 0                                                                  | Guinea Equatoriale                                                     | Qual. Mondiali 2022                                                    | -                                                                      | 68’                                                                    |
| 7-9-2021                                                               | Ndola                                                                  | Zambia                                                                 | 0 – 2                                                                  | Tunisia                                                                | Qual. Mondiali 2022                                                    | -                                                                      | 88’                                                                    |
| 7-10-2021                                                              | Radès                                                                  | Tunisia                                                                | 3 – 0                                                                  | Mauritania                                                             | Qual. Mondiali 2022                                                    | 1                                                                      | 66’                                                                    |
| 10-10-2021                                                             | Nouakchott                                                             | Mauritania                                                             | 0 – 0                                                                  | Tunisia                                                                | Qual. Mondiali 2022                                                    | -                                                                      | 88’                                                                    |
| 13-11-2021                                                             | Malabo                                                                 | Guinea Equatoriale                                                     | 1 – 0                                                                  | Tunisia                                                                | Qual. Mondiali 2022                                                    | -                                                                      |                                                                        |
| 30-11-2021                                                             | Ar Rayyan                                                              | Tunisia                                                                | 5 – 1                                                                  | Mauritania                                                             | Coppa araba FIFA 2021 - 1º turno                                       | 2                                                                      | 79’                                                                    |
| 3-12-2021                                                              | Al Khawr                                                               | Siria                                                                  | 2 – 0                                                                  | Tunisia                                                                | Coppa araba FIFA 2021 - 1º turno                                       | -                                                                      | 70’                                                                    |
| 6-12-2021                                                              | Doha                                                                   | Tunisia                                                                | 1 – 0                                                                  | Emirati Arabi Uniti                                                    | Coppa araba FIFA 2021 - 1º turno                                       | 1                                                                      | 69’                                                                    |
| 10-12-2021                                                             | Ar Rayyan                                                              | Tunisia                                                                | 2 – 1                                                                  | Oman                                                                   | Coppa araba FIFA 2021 - Quarti di finale                               | 1                                                                      | 83’                                                                    |
| 15-12-2021                                                             | Doha                                                                   | Tunisia                                                                | 1 – 0                                                                  | Egitto                                                                 | Coppa araba FIFA 2021 - Semifinale                                     | -                                                                      | 90+6’                                                                  |
| 18-12-2021                                                             | Al Khawr                                                               | Tunisia                                                                | 0 – 2 dts                                                              | Algeria                                                                | Coppa araba FIFA 2021 - Finale                                         | -                                                                      | 40’                                                                    |
| 12-1-2022                                                              | Limbe                                                                  | Tunisia                                                                | 0 – 1                                                                  | Mali                                                                   | Coppa d'Africa 2021 - 1º turno                                         | -                                                                      | 81’                                                                    |
| 16-1-2022                                                              | Limbe                                                                  | Tunisia                                                                | 4 – 0                                                                  | Mauritania                                                             | Coppa d'Africa 2021 - 1º turno                                         | 1                                                                      | 71’                                                                    |
| 20-1-2022                                                              | Limbe                                                                  | Gambia                                                                 | 1 – 0                                                                  | Tunisia                                                                | Coppa d'Africa 2021 - 1º turno                                         | -                                                                      |                                                                        |
| 23-1-2022                                                              | Garoua                                                                 | Nigeria                                                                | 0 – 1                                                                  | Tunisia                                                                | Coppa d'Africa 2021 - Ottavi di finale                                 | -                                                                      | 86’                                                                    |
| 29-1-2022                                                              | Garoua                                                                 | Burkina Faso                                                           | 1 – 0                                                                  | Tunisia                                                                | Coppa d'Africa 2021 - Quarti di finale                                 | -                                                                      | 75’                                                                    |
| 25-3-2022                                                              | Bamako                                                                 | Mali                                                                   | 0 – 1                                                                  | Tunisia                                                                | Qual. Mondiali 2022                                                    | -                                                                      | 48’ 65’                                                                |
| 29-3-2022                                                              | Radès                                                                  | Tunisia                                                                | 0 – 0                                                                  | Mali                                                                   | Qual. Mondiali 2022                                                    | -                                                                      | 66’                                                                    |
| 2-6-2022                                                               | Radès                                                                  | Tunisia                                                                | 4 – 0                                                                  | Guinea Equatoriale                                                     | Qual. Coppa d'Africa 2023                                              | 1                                                                      | 76’                                                                    |
| 5-6-2022                                                               | Francistown                                                            | Botswana                                                               | 0 – 0                                                                  | Tunisia                                                                | Qual. Coppa d'Africa 2023                                              | -                                                                      | 68’                                                                    |
| 10-6-2022                                                              | Kobe                                                                   | Cile                                                                   | 0 – 2                                                                  | Tunisia                                                                | Kirin Cup                                                              | -                                                                      | 68’                                                                    |
| 27-9-2022                                                              | Parigi                                                                 | Brasile                                                                | 5 – 1                                                                  | Tunisia                                                                | Amichevole                                                             | -                                                                      | 20’ 46’                                                                |
| 24-3-2023                                                              | Radès                                                                  | Tunisia                                                                | 3 – 0                                                                  | Libia                                                                  | Qual. Coppa d'Africa 2023                                              | -                                                                      | 63’ 65’                                                                |
| 28-3-2023                                                              | Bengasi                                                                | Libia                                                                  | 0 – 1                                                                  | Tunisia                                                                | Qual. Coppa d'Africa 2023                                              | -                                                                      | 85’                                                                    |
| 10-1-2024                                                              | Radès                                                                  | Tunisia                                                                | 2 – 0                                                                  | Capo Verde                                                             | Amichevole                                                             | -                                                                      | 78’                                                                    |
| 20-1-2024                                                              | Korhogo                                                                | Tunisia                                                                | 1 – 1                                                                  | Mali                                                                   | Coppa d'Africa 2023 - 1º turno                                         | -                                                                      | 88’ 90+4’                                                              |
| 24-1-2024                                                              | Korhogo                                                                | Sudafrica                                                              | 0 – 0                                                                  | Tunisia                                                                | Coppa d'Africa 2023 - 1º turno                                         | -                                                                      | 70’                                                                    |
| 23-3-2024                                                              | Il Cairo                                                               | Tunisia                                                                | 0 – 0 (4 – 5 dtr)                                                      | Croazia                                                                | Amichevole                                                             | -                                                                      | 88’                                                                    |
| 11-10-2024                                                             | Radès                                                                  | Tunisia                                                                | 0 – 1                                                                  | Comore                                                                 | Qual. Coppa d'Africa 2025                                              | -                                                                      | 73’                                                                    |
| 15-10-2024                                                             | Abidjan                                                                | Comore                                                                 | 1 – 1                                                                  | Tunisia                                                                | Qual. Coppa d'Africa 2025                                              | -                                                                      | 61’ 83’                                                                |
| 19-3-2025                                                              | Monrovia                                                               | Liberia                                                                | 0 – 1                                                                  | Tunisia                                                                | Qual. Mondiali 2026                                                    | -                                                                      | 77’                                                                    |
| 24-3-2025                                                              | Radès                                                                  | Tunisia                                                                | 2 – 0                                                                  | Malawi                                                                 | Qual. Mondiali 2026                                                    | 1                                                                      | 78’                                                                    |
| Totale                                                                 |                                                                        | Presenze                                                               | 39                                                                     |                                                                        | Reti                                                                   | 11                                                                     |                                                                        |

## Palmarès

### Club

#### Competizioni nazionali
- Campionato tunisino: 1

Club Africain: 2014-2015
- Campionato egiziano: 2

Zamalek: 2020-2021, 2021-2022
- Coppa d'Egitto: 1

Zamalek: 2020-2021

#### Competizioni internazionali
- Coppa della Confederazione CAF: 1

Zamalek: 2023-2024
- Supercoppa CAF: 1

Zamalek: 2024

### Individuale
- Capocannoniere della Coppa araba FIFA: 1

Qatar 2021 (4 gol)